# Hammond Island
Hammond Island (in lingua locale: Keriri) è una delle Torres Strait Islands ed è situata nello stretto di Torres nel Queensland in Australia. Si trova a nord della penisola di Capo York. Appartiene alla regione di Torres Strait Island. La popolazione dell'isola, nel censimento del 2016, era di 268 abitanti.

## Geografia
Hammond Island si trova a nord dell'isola Principe di Galles e a nord-ovest di Horn Island. Hammond ha una superficie di 14,5 km² e un'altezza massima di 70 m. Sul suo lato orientale si trova un villaggio che porta lo stesso nome dell'isola.

## Storia
Il popolo Kaurareg conosce Hammond Island come Keriri e si ritiene che abbia occupato questa zona prima del primo contatto con gli europei. Per migliaia di anni i Kaurareg hanno seguito i tradizionali schemi di caccia, pesca e agricoltura e mantenuto stretti legami culturali e commerciali con i gruppi aborigeni dell'area della penisola settentrionale di Cape York. Questi stretti legami continuano ad esistere ancora oggi.
Il capitano Edward Edwards (1742–1815) sulla fregata HMS Pandora, nell'agosto del 1791, mentre viaggiava attraverso lo stretto di Torres con l'equipaggio degli ammutinati del Bounty, diede il nome Hammond all'isola in onore di Sir Andrew Hamond della Royal Navy.